# Sielhof

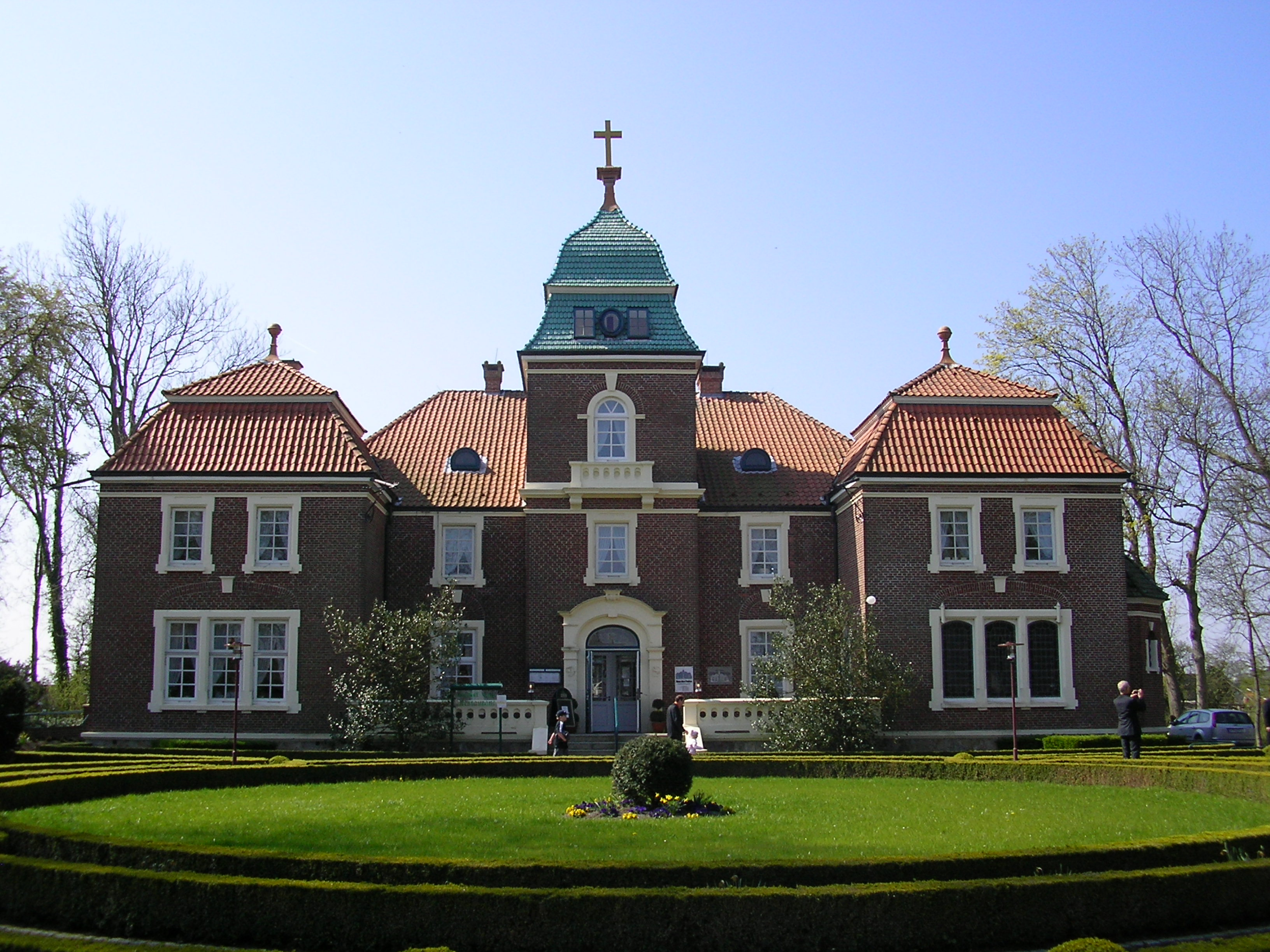
Sielhof, 2010

Der Sielhof ist ein historisches Gebäude in der Gemeinde Neuharlingersiel (Samtgemeinde Esens) im Landkreis Wittmund in Ostfriesland/Niedersachsen.

## Lage und Beschreibung
Das Gebäude befindet sich zentral in der Ortsmitte des Nordseebades Neuharlingersiel wenige Meter südlich des kleinen Hafens und des Schöpfwerks und ist von einer Parkanlage umgeben, die am Neuharlinger Sieltief, kurz hinter der Einmündung des Altharlinger Sieltiefs, gelegen ist. 
Das Gebäude besteht aus zwei gemauerten Vollgeschossen mit einem nur teilweise ausgebauten Walmdachgeschoss, das mit roten Dachpfannen gedeckt ist. An beiden Seiten des symmetrisch ausgerichteten Hauses befinden sich hervorstehende Anbauten. In der Mitte der Hauptsichtsachse überragt ein Turm mit einer doppelt geschwungenen und mit türkisfarbenen Pfannen gedeckten Haube. Im Erdgeschoss des Turms befindet sich der über eine kleine Freitreppe erreichbare Haupteingang, der ebenso wie auch die Fenster des Gebäudes mit weiß gestrichenen Portalen versehen ist. Die Fassade ist mit dunkelroten Klinkersteinen verkleidet.

## Historie
Der Ursprung des Sielhofs geht auf das Jahr 1755 zurück, als hier ein zweigeschossiger Steinbau von Siebelt Frerichs Eymen errichtet wurde. Um das Jahr 1825 kam es in den Besitz der Familie Eucken und wurde von Georg von Eucken-Addenhausen, einem Nachfahren des ursprünglichen Erwerbers, 1899–1906 im heute noch vorhandenen Stil zu einem Adelssitz mit der umgebenden Parklandschaft umgebaut. Im Jahre 1967 erfolgte eine Sanierung. 
1989 erwarb die Ortsgemeinde Neuharlingersiel das Haus und nutzt seitdem einige Teile für die Kur- und Feriengäste, während der Gastronomiebereich verpachtet ist.

## Heutige Nutzung
Im Erdgeschoss befindet sich heute ein privat bewirtschaftetes Restaurant/Café. In den anderen Räumen unterhält der Kurverein Neuharlingersiel e.V. neben einer überschaubaren Galerie mit einer maritimen Ausstellung unter anderem eine kleine Bibliothek mit Leseraum, ein Schreibzimmer, ein Schach- und Spielzimmer sowie Räumlichkeiten für diverse Veranstaltungen und Seminare.
Außerdem befindet sich im Obergeschoss ein Trauzimmer, welches vom Standesamt Esens für Trauungen genutzt wird.